# IC 2610
IC 2610 — галактика типу NF (в процесі підтвердження) у сузір'ї Малий Лев.
Цей об'єкт міститься в оригінальній редакції індексного каталогу.